# Дитионовая кислота
Дитионовая кислота — неорганическое соединение, сильная двухосновная кислота, существует только в разбавленном растворе, образует соли — дитионаты. Является родоначальником гомологического ряда политионовых кислот H2SnO6. Устаревшее название — серноватая кислота.

## Получение
- Обменная реакция дитионата бария и серной кислоты:

{\displaystyle {\mathsf {BaS_{2}O_{6}+H_{2}SO_{4}\ {\xrightarrow {}}\ H_{2}S_{2}O_{6}+BaSO_{4}\downarrow }}}

## Физические свойства
Дитионовая кислота существует только в разбавленном растворе, при концентрировании или нагревании разлагается.

## Химические свойства
- Разлагается при нагревании:

{\displaystyle {\mathsf {H_{2}S_{2}O_{6}\ {\xrightarrow {50^{o}C}}\ H_{2}SO_{4}+SO_{2}\uparrow }}}
- Образует соли (дитионаты):

{\displaystyle {\mathsf {H_{2}S_{2}O_{6}+2NaOH\ {\xrightarrow {}}\ Na_{2}S_{2}O_{6}+2H_{2}O}}}